# Balantiocheilos ambusticauda
Balantiocheilos ambusticauda е вид лъчеперка от семейство Шаранови (Cyprinidae).

## Разпространение
Видът е ендемичен за някои водни басейни в Тайланд.